# Бенуа Дебі
Бенуа́ Дебі́ (фр. Benoît Debie; нар. ?, Льєж, Бельгія) — бельгійський кінооператор.

## Біографія
Бенуа Дебі після навчання в кіношколі Інституту мистецтв мовлення (фр. Institut des Arts de Diffusion, IAD) в Лувен-ла-Нев почав свою кар'єру на телеканалі RTL асистентом телеоператора, потім працював оператором телесеріалів. Він працював на телебаченні протягом десяти років, знімаючи також короткометражні фільми і рекламу. Першим художнім фільмом Дебі як оператора-постановника стала стрічка Гаспара Ное «Безповоротність» 2002 року. В подальшому зняв ще дві стрічки режисера, «Вхід у порожнечу» (2009) та «Любов» (2015).
Як оператор-постановник Бенуа Дебі взяв участь у створенні майже 30 повнометражних стрічок і співпрацював з такими режисерами, як Даріо Ардженто, Фабріс дю Вельц, Альбер Дюпонтель, Вім Вендерс та іншими. У 2013 році американський актор Раян Гослінг запросив Дебі для зйомок свого режисерського дебюту «Як упіймати монстра», прем'єра якого відбулася в програмі «Особливий погляд» на 67-му Каннському кінофестивалі.
Бенуа Дебі є членом Бельгійської спілки кінооператорів (англ. Belgian Society of Cinematographers, SBC).

## Фільмографія (вибіркова)
| Рік  |     | Назва українською         | Оригінальна назва                       | Режисер                    |
| ---- | --- | ------------------------- | --------------------------------------- | -------------------------- |
| 1992 |     | Сім смертних гріхів       | Les sept péchés capitaux                |                            |
| 1999 | к/м | Прекрасна любов           | Quand on est amoureux c'est merveilleux | Фабріс дю Вельц            |
| 2002 |     | Безповоротність           | Irréversible                            | Гаспар Ное                 |
| 2003 |     | Гравець                   | Il cartaio                              | Даріо Ардженто             |
| 2004 |     | Мука                      | Calvaire                                | Фабріс дю Вельц            |
| 2004 |     | Невинність                | Innocence                               | Люсіль Адзіалілович        |
| 2006 |     | Заблокований              | Enfermés dehors                         | Альбер Дюпонтель           |
| 2006 |     | День-ніч, день-ніч        | Day Night Day Night                     | Джулія Локтєв              |
| 2007 |     | Джошуа                    | Joshua                                  | Джордж Ретліфф             |
| 2008 |     | Душа                      | Vinyan                                  | Фабріс дю Вельц            |
| 2008 |     | Носії                     | Carriers                                | Давид Пастор, Алекс Пастор |
| 2008 |     | Нью-Йорку, я люблю тебе   | New York, I Love You                    |                            |
| 2009 |     | Вхід у порожнечу          | Enter the Void                          | Гаспар Ное                 |
| 2009 | к/м | Проходження               | Passage                                 | Шехкар Капур               |
| 2010 |     | Раневейс                  | The Runaways                            | Флорія Сіджізмонді         |
| 2011 |     | «Веселі» канікули         | Get the Gringo                          | Адріан Грюнберг            |
| 2012 |     | Відв'язні канікули        | Spring Breakers                         | Гармон Корін               |
| 2014 |     | Як упіймати монстра       | Lost River                              | Раян Гослінг               |
| 2014 |     | Кольт 45                  | Colt 45                                 | Фабріс дю Вельц            |
| 2015 |     | Усе буде добре            | Every Thing Will Be Fine                | Вім Вендерс                |
| 2015 |     | Любов                     | Love                                    | Гаспар Ное                 |
| 2016 |     | Танцівниця                | La danseuse                             | Стефан Ді Джусто           |
| 2016 |     | Прекрасні дні в Аранхуесі | Les beaux jours d'Aranjuez              | Вім Вендерс                |
| 2016 |     | Ще раз з почуттям         | One More Time with Feeling              | Ендрю Домінік              |
| 2017 |     | Занурення                 | Submergence                             | Вім Вендерс                |
| 2017 |     | Пастка                    | The Trap                                | Гармоні Корін              |
| 2018 |     | Брати Сістерс             | The Sisters Brothers                    | Жак Одіар                  |
| 2019 |     | Пустопляс                 | The Beach Bum                           | Гармоні Корін              |
| 2019 |     | Lux Æterna                | Lux Æterna                              | Гаспар Ное                 |
| 2021 |     | Вихор                     | Vortex                                  | Гаспар Ное                 |

## Визнання та нагороди
| Рік                                      | Категорія                    | Номінант         | Результат |
| ---------------------------------------- | ---------------------------- | ---------------- | --------- |
| Стокгольмський міжнародний кінофестиваль |                              |                  |           |
| 2004                                     | Найкращий оператор           | Невинність       | Перемога  |
| Премія Жозефа Плато                      |                              |                  |           |
| 2006                                     | Найкращий оператор           | Мука             | Номінація |
| Кінофестиваль «Санденс»                  |                              |                  |           |
| 2007                                     | Найкращий оператор           | Джошуа           | Перемога  |
| Каталонський кінофестиваль у Сіджасі     |                              |                  |           |
| 2009                                     | Найкращий оператор           | Вхід у порожнечу | Перемога  |
| Премія «Люм'єр»                          |                              |                  |           |
| 2017                                     | Найкращий кінооператор       | Танцівниця       | Номінація |
| 2019                                     | Найкращий кінооператор       | Екстаз           | Номінація |
| 2019                                     | Найкращий кінооператор       | Брати Сістерс    | Перемога  |
| Премія «Сезар»                           |                              |                  |           |
| 2019                                     | Найкраща операторська робота | Брати Сістерс    | Перемога  |